# Mittene
Il mittene consiste in una protezione per le mani provvista di snodi, che consente il movimento completo o parziale delle dita. Fu l'evoluzione di una serie di soluzioni precedenti tra le quali in ordine di tempo troviamo, dei guanti completamente in cuoio piastrato con placche di cuoio bollito o placche di osso o legno, i guanti di cotta di maglia metallica.

## Storia
I mitteni venivano usati in epoca medievale con lo scopo di proteggere le mani dei combattenti ed erano una componente essenziale della corazza di un cavaliere. Fino al 1200, la protezione metallica snodata "a guscio di tartaruga" era composta da una parte conica che copriva una parte dell'avambraccio, un "guscio" che copriva il polso e la parte superiore della mano, ed una serie di lamelle più piccole che andavano a coprire singolarmente le dita, consentendo una buona mobilità e lasciando il pollice libero.
In seguito, l'esperienza sui campi di battaglia dove si constatarono gli effetti dei violenti colpi che potevano subire le mani, portò ad una evoluzione dei mitteni nel modello più resistente detto  "manopola a mittene" (o a muffola), che proteggeva la parte superiore delle quattro dita, non più separatamente, ma riparandole sotto un più robusto insieme di lamine metalliche modellate che non presentavano interruzioni nel senso della larghezza. La parte inferiore del mittene era provvisto, in prossimità delle dita, di lacci in cuoio che lo trattenevano saldamente in posizione.
Attualmente esistono artigiani che ancora propongono questo oggetto, che viene utilizzato da gruppi di rievocazione storica, o appassionati di scherma tradizionale.